# Teddy Powell
Teddy Powell (* 1. März 1905 in Oakland als Teodoro Paolella; † 17. November 1993 in New York City) war ein US-amerikanischer Sänger, Komponist und Big Bandleader im Bereich des Swing und der populären Musik. 

## Leben und Wirken
Teddy Powell lernte als Kind zunächst Violine, wechselte dann zu Banjo und Gitarre. Er begann seine Musikerkarriere im Alter von 17 Jahren im Orchester von Abe Lyman, wo er auch als Bandsänger, Arrangeur und Manager fungierte und bis 1935 blieb. Bis 1938 arbeitete er weiter mit Lyman im Musikgeschäft und organisierte Radiobands. 
Powell schrieb im Laufe seiner Karriere viele Kompositionen, einige unter dem Pseudonym „Freddy James“. Zu seinen bekanntesten Titeln gehörte Take Me Back to My Boots and Saddle, den er mit Leonard Whitcup und Walter Samuels schrieb; der Titel war ein Hiterfolg für Tommy Dorseys  Band. Boots and Saddles wurde 1935 mit dem ASCAP Award als bester Western Song des Jahres ausgezeichnet. Ein weiterer Song aus dieser Zeit, If My Heart Could Only Talk, wurde u. a. von Billie Holiday gesungen.
Mit ehemaligen Mitgliedern der Bands von Benny Goodman, Tommy Dorsey und des Casa Loma Orchestras gründete Powell 1939 seine eigene Band, die im New Yorker Club Famous Door debütierte. 
Teddy Powells Swing-Orchester genoss in New York eine große Popularität; in seinen verschiedenen Bandformationen spielten  eine Reihe später bekannter Jazzmusiker Charlie Ventura (1944–1946), Tony Aless (1940/1942), Mary Ann McCall, Alvin Stoller, Irving Fazola (1942/43), Milt Bernhart (1943), Barry Galbraith (1941) und Lee Konitz. Powells Orchester wirkte auch in zwei Musikfilmen mit, Jam Session für Columbia und Melody Gardens für Universal.
Schallplatten entstanden für Decca Records, wie Teddy’s Boogie Woogie, Pussy in the Corner, Flea On a Spree, Some Day und The Sphinx, die alle von Powell mit Ben Homer komponiert wurden. Von 1940 bis 1942 nahm er 70 Titel für Bluebird Records auf, wie den Bluebird Boogie Woogie, weitere Platten entstanden für Victor Records.
1941 begann Powells Orchester ein längeres Engagement in dem Club Rustic Cabin in Englewood Cliffs (New Jersey); das Magazin Metronome pries sie als überraschendste Band des Jahres. Unglücklicherweise wurden im Oktober bei einem Brand im Rustic Cabin ihre gesamten Instrumente vernichtet; dennoch konnte Powell die Band mit Auftritten in New Yorker Hotels halten. 
Während des Schallplatten-Streiks spielten Powell und seine Band in verschiedenen Army- und Navy-Basen; ihre Auftritte wurden auch vom Radiosender AFRS übertragen. Wegen einer ihm vorgeworfenen Bestechung, um dem Wehrdienst zu entgehen, musste Powell eine Gefängnisstrafe von fünf Monaten absitzen. Nach seiner Freilassung reaktivierte er seine Band, die jedoch vom Swing mehr zum Sweet-Stil wechselte. Teddy Powell gab das Orchester 1954 auf, konzentrierte sich auf das Komponieren (wie Bewildered für James Brown 1962)  und gründete in New York einen Musikverlag, Tee Pee Music Co.

## Diskographische Hinweise
- Teddy Powell 1942 (Circle)
- Teddy Powell 1942–43 (First Time)
- Riding the Subways (Hep Records)